# Terville
Terville est une commune française située dans le département de la Moselle, en région Grand Est. Elle fait partie de l’agglomération du pays thionvillois, dont elle est limitrophe à la ville de Thionville.  
Ses habitants appelés Tervillois et Tervilloises sont au nombre de 7609 en 2022.

## Géographie

### Localisation
La commune de Terville se situe dans le nord-est de la France, entre Metz et Luxembourg, à environ trente kilomètres de chacune. Elle jouxte Thionville, deuxième ville du département de la Moselle en termes de démographie.  
Le territoire communal de Terville est presque entièrement enclavé dans celui de Thionville, à l’exception de sa limite sud, qui est frontalière avec la commune de Florange.

### Géologie et relief
La commune se compose de 294,73 hectares de territoires artificialisés (76,95 %), 6,44 hectares de territoires agricoles (1,68 %) et 82,04 hectares de forêts et milieux semi-naturels (21,42 %).

### Sismicité
Commune située dans une zone 1 de sismicité faible.
| Thionville (Veymerange) | Thionville         | Thionville                   |
| Thionville (Veymerange) | Terville           | Thionville                   |
| Hayange (Marspich)      | Florange (Bétange) | Florange (Ébange-et-Daspich) |

### Voies de communications et transports

#### Voies routières
Cette commune est traversée par l'autoroute A31 ainsi que par les routes départementales D13 et D13a.

#### Transports en commun
- Fluo Grand Est.

#### Lignes SNCF

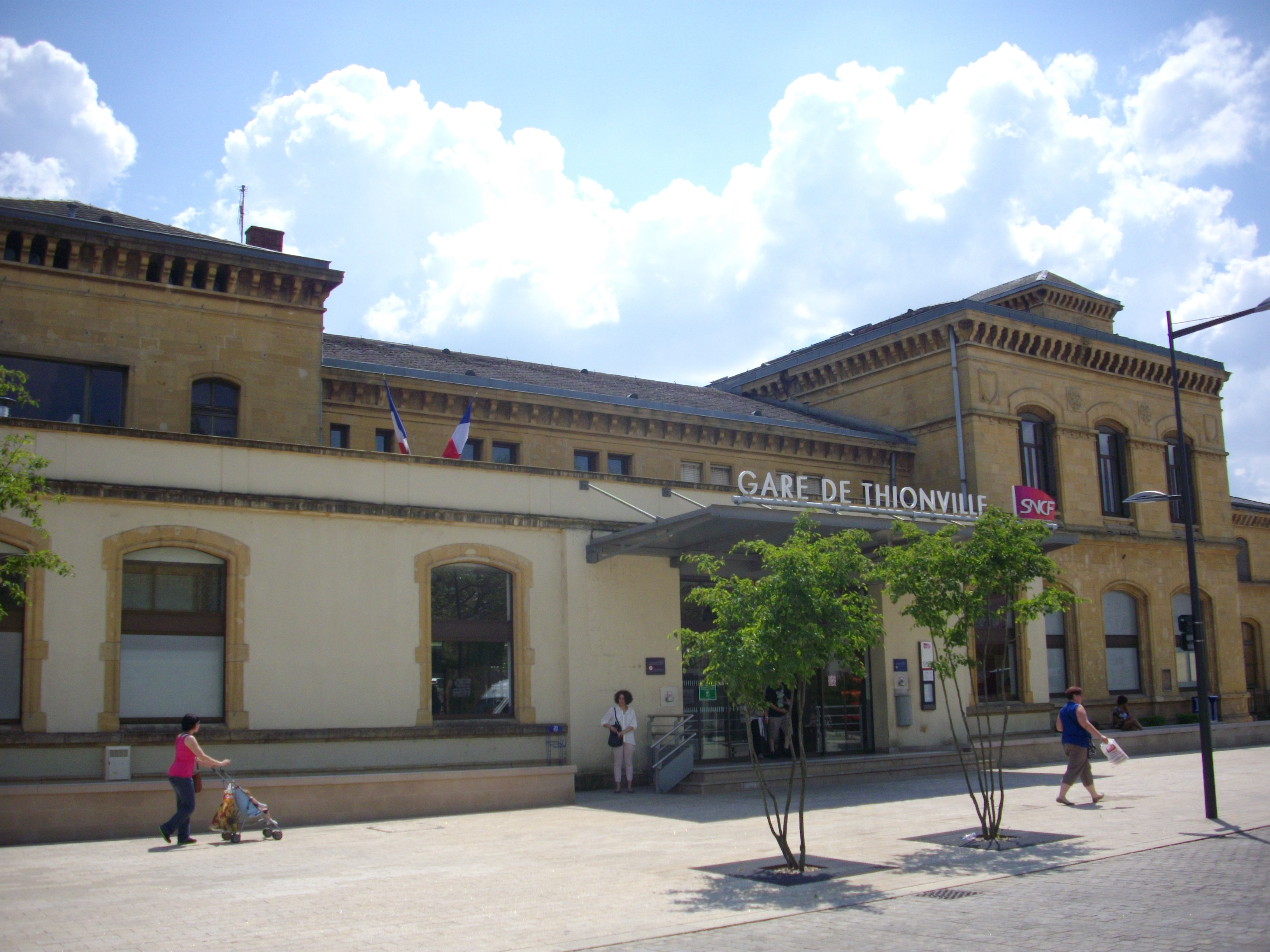
Gare de Thionville.

- Gare de Thionville,
- Gare de Hayange,
- Gare d'Uckange,
- Gare de Yutz,
- Gare de Basse-Ham.

#### Transports aériens
- Aéroport de Luxembourg-Findel,
- Aéroport de Metz-Nancy-Lorraine.

### Hydrographie et les eaux souterraines
Hydrogéologie et climatologie : Système d’information pour la gestion des eaux souterraines du bassin Rhin-Meuse :
Territoire communal : Occupation du sol (Corinne Land Cover); Cours d'eau (BD Carthage),
Géologie : Carte géologique; Coupes géologiques et techniques,
 Hydrogéologie : Masses d'eau souterraine; BD Lisa; Cartes piézométriques.

#### Réseau hydrographique
La commune est située dans le bassin versant du Rhin au sein du bassin Rhin-Meuse. Elle est drainée par le ruisseau le Veymerange.
Le Veymerange, d'une longueur totale de 10,9 km, prend sa source dans la commune de Thionville, dans le bois de Thionville, et se jette  dans la Moselle dans la même commune, après avoir traversé Terville.

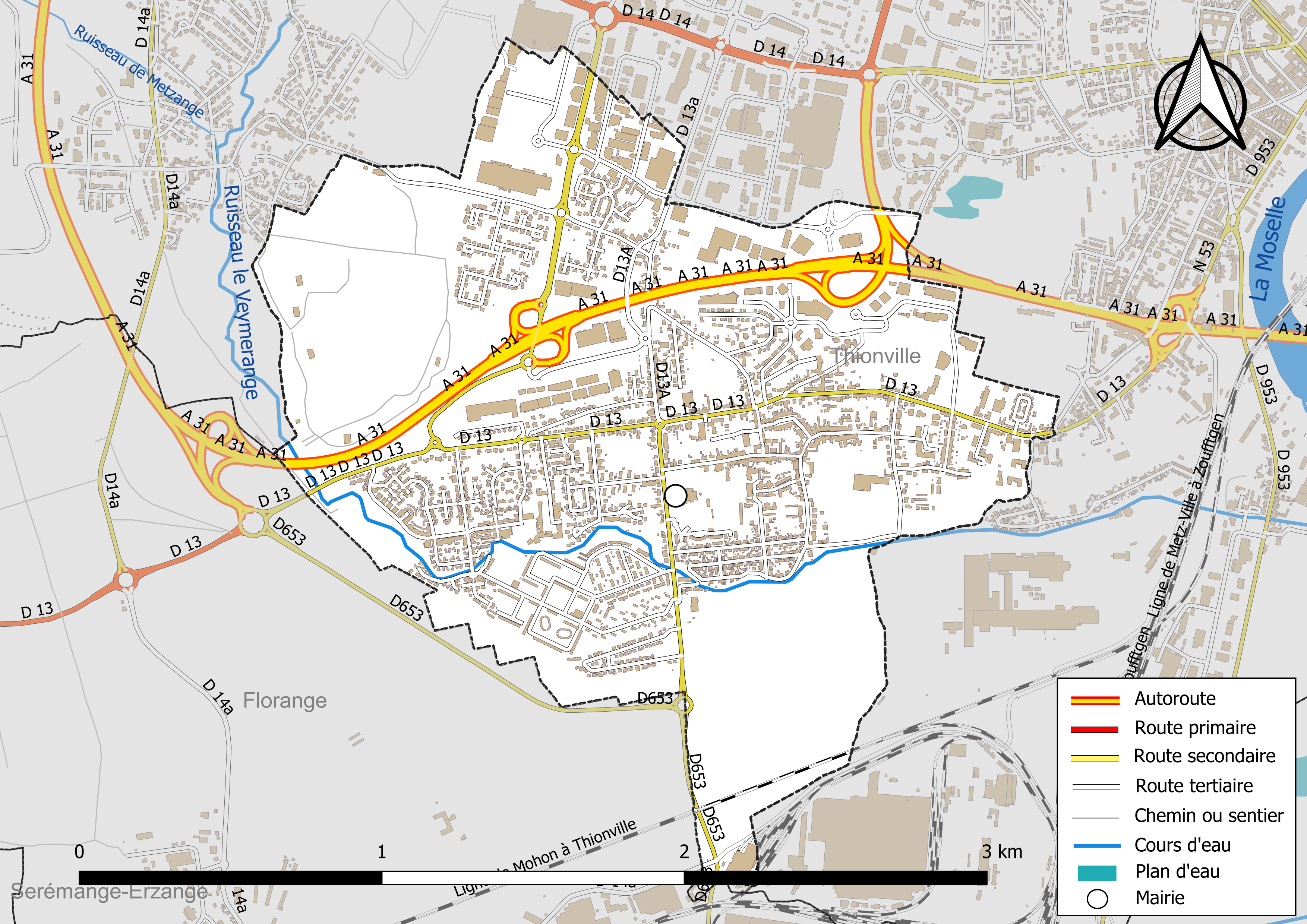
Réseaux hydrographique et routier de Terville.

#### Gestion et qualité des eaux
Le territoire communal est couvert par le schéma d'aménagement et de gestion des eaux (SAGE) « Bassin ferrifère ». Ce document de planification, dont le territoire correspond aux anciennes galeries des mines de fer, des aquifères et des bassins versants associés, d'une superficie de 2 418 km2, a été approuvé le 27 mars 2015. La structure porteuse de l'élaboration et de la mise en œuvre est la région Grand Est. Il définit sur son territoire les objectifs généraux d’utilisation, de mise en valeur et de protection quantitative et qualitative des ressources en eau superficielle et souterraine, en respect des objectifs de qualité définis dans le SDAGE  du Bassin Rhin-Meuse.
La qualité du ruisseau le Veymerange peut être consultée sur un site dédié géré par les agences de l’eau et l’Agence française pour la biodiversité.

### Climat
Pour des articles plus généraux, voir Climat du Grand Est et Climat de la Moselle.
En 2010, le climat de la commune est de type climat des marges montagnardes, selon une étude du Centre national de la recherche scientifique s'appuyant sur une série de données couvrant la période 1971-2000. En 2020, Météo-France publie une typologie des climats de la France métropolitaine dans laquelle la commune est exposée à un climat semi-continental et est dans la région climatique  Lorraine, plateau de Langres, Morvan, caractérisée par un hiver rude (1,5 °C), des vents modérés et des brouillards fréquents en automne et hiver. 
Pour la période 1971-2000, la température annuelle moyenne est de 9,5 °C, avec une amplitude thermique annuelle de 16,8 °C. Le cumul annuel moyen de précipitations est de 818 mm, avec 12,6 jours de précipitations en janvier et 9,2 jours en juillet. Pour la période 1991-2020, la température moyenne annuelle observée sur la station météorologique de Météo-France la plus proche, « Malancourt », sur la commune d'Amnéville à 9 km à vol d'oiseau, est de 10,2 °C et le cumul annuel moyen de précipitations est de 884,1 mm. 
La température maximale relevée sur cette station est de 39,3 °C, atteinte le 25 juillet 2019 ; la température minimale est de −17,9 °C, atteinte le 5 janvier 1985,,. 
| Mois                                  | jan.             | fév.             | mars           | avril           | mai             | juin            | jui.           | août           | sep.           | oct.            | nov.             | déc.             | année      |
| ------------------------------------- | ---------------- | ---------------- | -------------- | --------------- | --------------- | --------------- | -------------- | -------------- | -------------- | --------------- | ---------------- | ---------------- | ---------- |
| Température minimale moyenne (°C)     | −0,4             | −0,3             | 2,2            | 4,9             | 8,5             | 11,5            | 13,6           | 13,4           | 10,2           | 7,1             | 3,2              | 0,6              | 6,2        |
| Température moyenne (°C)              | 1,8              | 2,7              | 6,3            | 10              | 13,7            | 16,9            | 18,9           | 18,7           | 14,8           | 10,4            | 5,7              | 2,6              | 10,2       |
| Température maximale moyenne (°C)     | 4,1              | 5,8              | 10,4           | 15              | 18,8            | 22,2            | 24,3           | 24             | 19,4           | 13,8            | 8,1              | 4,6              | 14,2       |
| Record de froid (°C) date du record   | −17,9 05.01.1985 | −15,6 07.02.1991 | −14,6 01.03.05 | −6,1 12.04.1986 | −1,4 06.05.1979 | −0,1 05.06.1991 | 2,9 22.07.1980 | 2,9 24.08.1980 | 1,3 07.09.1985 | −3,4 24.10.03   | −10,8 23.11.1998 | −15,5 03.12.1973 | −17,9 1985 |
| Record de chaleur (°C) date du record | 15,2 05.01.1999  | 20,9 27.02.19    | 25,6 31.03.21  | 27,9 21.04.18   | 32,4 28.05.17   | 35,4 26.06.19   | 39,3 25.07.19  | 38,2 08.08.03  | 33,1 15.09.20  | 26,2 10.10.1979 | 21,1 02.11.20    | 15,6 17.12.15    | 39,3 2019  |
| Précipitations (mm)                   | 85,9             | 70,2             | 67,5           | 52,6            | 67,9            | 68,4            | 70,7           | 69,5           | 69,6           | 79,7            | 81,7             | 100,4            | 884,1      |

| Diagramme climatique                                  |             |             |           |             |              |              |            |              |             |            |             |
| J                                                     | F           | M           | A         | M           | J            | J            | A          | S            | O           | N          | D           |
| 4,1−0,485,9                                           | 5,8−0,370,2 | 10,42,267,5 | 154,952,6 | 18,88,567,9 | 22,211,568,4 | 24,313,670,7 | 2413,469,5 | 19,410,269,6 | 13,87,179,7 | 8,13,281,7 | 4,60,6100,4 |
| Moyennes : • Temp. maxi et mini °C • Précipitation mm |             |             |           |             |              |              |            |              |             |            |             |

Les paramètres climatiques de la commune ont été estimés pour le milieu du siècle (2041-2070) selon différents scénarios d'émission de gaz à effet de serre à partir des nouvelles projections climatiques de référence DRIAS-2020. Ils sont consultables sur un site dédié publié par Météo-France en novembre 2022.

## Urbanisme

### Typologie
Au 1er janvier 2024, Terville est catégorisée ceinture urbaine, selon la nouvelle grille communale de densité à sept niveaux définie par l'Insee en 2022.
Elle appartient à l'unité urbaine de Thionville, une agglomération intra-départementale regroupant douze  communes, dont elle est une commune de la banlieue,,. Par ailleurs la commune fait partie de l'aire d'attraction de Luxembourg (partie française), dont elle est une commune de la couronne,. Cette aire, qui regroupe 115 communes, est catégorisée dans les aires de 700 000 habitants ou plus (hors Paris),.

### Occupation des sols
L'occupation des sols de la commune, telle qu'elle ressort de la base de données européenne d’occupation biophysique des sols Corine Land Cover (CLC), est marquée par l'importance des territoires artificialisés (76,8 % en 2018), en augmentation par rapport à 1990 (74,7 %). La répartition détaillée en 2018 est la suivante : 
zones urbanisées (68,2 %), forêts (11,6 %), milieux à végétation arbustive et/ou herbacée (9,8 %), zones industrielles ou commerciales et réseaux de communication (7,8 %), terres arables (1,5 %), espaces verts artificialisés, non agricoles (0,8 %), zones agricoles hétérogènes (0,3 %). L'évolution de l’occupation des sols de la commune et de ses infrastructures peut être observée sur les différentes représentations cartographiques du territoire : la carte de Cassini (XVIIIe siècle), la carte d'état-major (1820-1866) et les cartes ou photos aériennes de l'IGN pour la période actuelle (1950 à aujourd'hui).

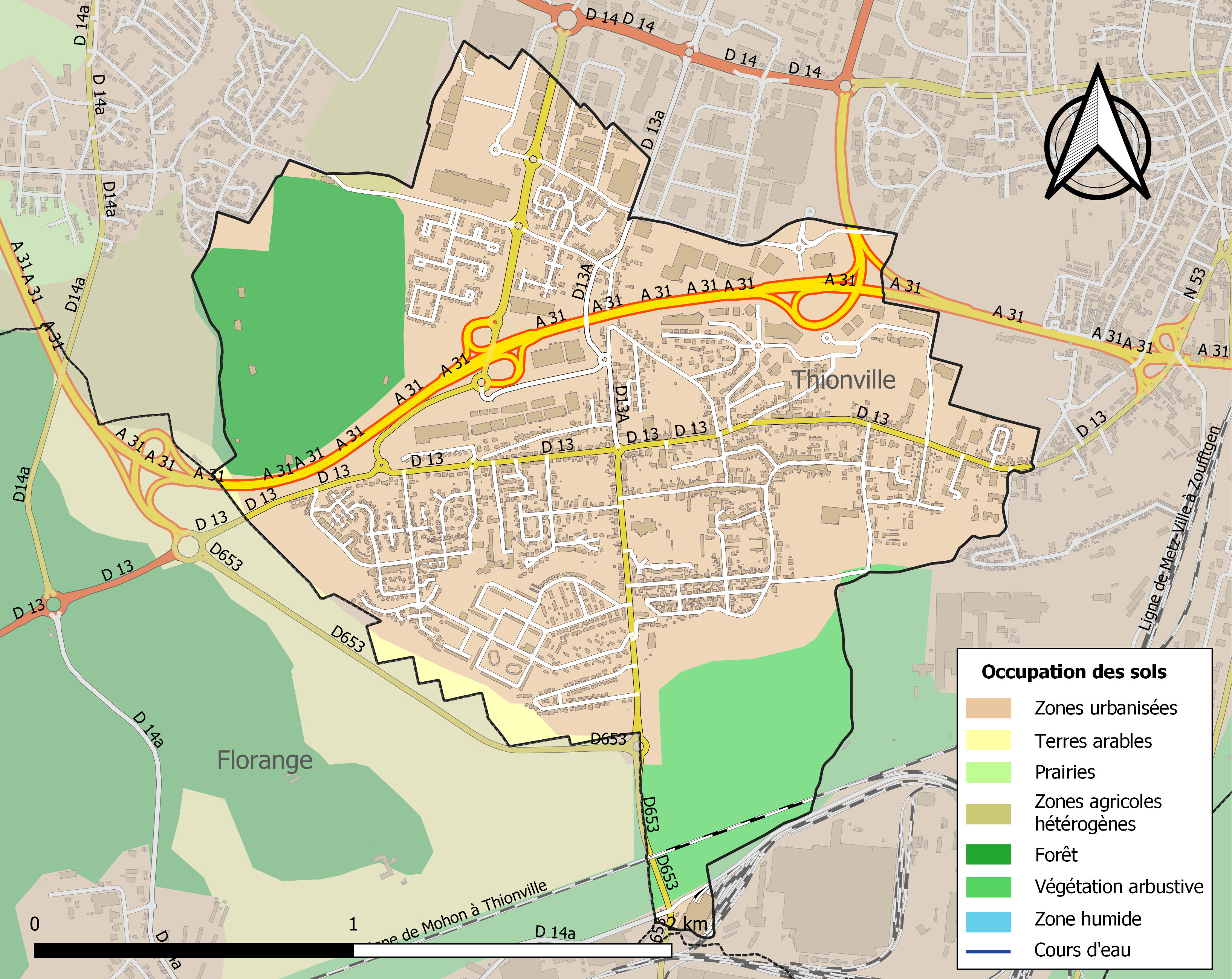
Carte des infrastructures et de l'occupation des sols de la commune en 2018 (CLC).

## Toponymie
En allemand : Terwen. En francique lorrain : Tierwen et Tiirwen.

### Mentions anciennes
Terwen (VIIIe siècle), Therovie (1269), Terven (1282), Teirwel (1292), Treville (1447), Terffen (1524), Tervern (1544), Le quartier du Roi (1756), Therville (xviiie siècle, 1793 et 1801), Terville anciennement Thierville (1824), Terwen vulgairement Terville (1863).

### Étymologie
Terwen est possiblement un nom celtique ou une germanisation d'un nom celtique. Quoi qu'il en soit, le mot Ter était un nom donné à une partie de terrain étant élevée au-dessus du niveau des inondations de la Fensch, une rivière qui coule au Sud de cette ville.
Pour Ernest Nègre, le toponyme Terville se compose peut-être du nom de personne germanique Tarbo suivi du suffixe -heim, remplacé plus tard par -ville.
D'autre part, Terwen a donné les noms de famille germaniques Terwer et Terver, signifiant « de Terville » et étant surtout portés dans la région thionvilloise.

## Histoire
En 1282, un Jean de Thionville et Mathilde, sa femme, léguèrent à l'abbaye de Bonnevoie 25 maldres de seigle à tirer de Terven, un village luxembourgeois qui leur appartenait. Le château féodal est détruit par les Messins en 1386.
La juridiction seigneuriale sur Terville se partageait jadis entre le siège prévôtal de Thionville et la seigneurie de Bertrange.
En 1643, lors de son siège de Thionville, Louis II de Bourbon-Condé y a établi son quartier général  et de ce fait  le village de Terville a été surnommé le « Quartier du roi ». À la suite du siège et la victoire française, Terville est annexée au royaume de France en 1659, via les articles 38 et 41 du traité des Pyrénées.
En 1748, Terville qui dépend alors du bailliage de Thionville est le siège d’un fief et d’une haute justice à la représentation du roi et par aliénation du domaine royal. Jusqu'en 1788, le territoire de Terville,  seigneurie foncière, appartient à l'abbaye de Bonnevoye,   

## Administration et politique
En mars 1788, la communauté des villageois de Terville comptant alors "50 feux", exprime ses plaintes et remontrances dans ses cahiers de doléances et désigne ses deux députés aux États provinciaux.
De 1790 à 1802 Terville, jeune commune autonome fait partie du canton de Florange, puis de celui de Thionville à partir de 1802 jusqu'en 1871 (et l'annexion conséquente au Traité de Francfort). 
Le 9 février 1810, par décret, le village de Terville perd son autonomie pour être rattaché  à la commune de Veymerange , toujours au sein du canton de Thionville.
En 1894, sous l'annexion, Terville devient une commune autonome.
Entre 1967 et 2015, Terville appartient au canton d'Yutz puis rejoint ensuite son ancien canton Thionvillois.

### Liste des maires
| Période      | Période                   | Identité             | Étiquette                | Qualité |
| ------------ | ------------------------- | -------------------- | ------------------------ | --- |
| avril 1894   | 1895                      | Mathias Wender       |                          | |
| 1895         | 1896                      | Louis Clément        |                          | |
| 1896         | 1908                      | Nicolas Holstaine    |                          | |
| 1908         | 1919                      | Jean Archen          |                          | |
| 1919         | 1919                      | Henri Maire          |                          | Ancien adjoint au maire |
| 1919         | 1925                      | Louis Clément        |                          | |
| 1925         | 1945                      | Louis Hym            |                          | |
| 1945         | 1963                      | Jean Carré           | DVD                      | |
| 1963         | mars 1971                 | François Fousse      | DVD                      | |
| mars 1971    | novembre 1997 (démission) | René de Mattéis      | PCF                      | Ouvrier sidérurgiste Conseiller général de Yutz (1973 → 1985) Réélu en 1977, 1983, 1989 et 1995                                                                                   |
| janvier 1998 | mars 2001                 | Pierre Le Lay        | PCF                      | Chauffeur Trans Fensch Président du Conseil des prud'hommes de Thionville (1982 → 1987)                                                                                           |
| mars 2001    | mai 2020                  | Patrick Luxembourger | UDF puis UMP puis NC-UDI | Avocat, maire honoraire (2022) 4e vice-président de la CA Portes de France-Thionville (? → 2020) Suppléant du député Jean-Marie Demange (2002 → 2007) Réélu en 2008, 2011 et 2014 |
| mai 2020     | En cours                  | Olivier Postal       | LR                       | Directeur de l'aménagement du territoire de l'Eurométropole de Metz 2e vice-président de la CA Portes de France-Thionville (2020 → )                                              |

### Tendances politiques et résultats

#### Élections de 2007
En décembre 2006, le conseil municipal avait démissionné en bloc pour demander la confiance de la population dans le combat mené par l’équipe du maire Patrick Luxembourger contre certaines banques responsables selon lui de l’endettement faramineux de la ville.
Avec une participation de 47 % des inscrits (4993 inscrits en 2007) ce qui constitue une participation honorable dans une élection municipale partielle deux mois avant des élections présidentielles et législatives, le dimanche 25 février 2007, la liste emmenée par Patrick Luxembourger l’emportait avec 74,19 % des suffrages exprimés. La liste de gauche et d’union des démocrates, rassemblée autour de Thierry Dosch, a réuni 15,67 % des voix, et celle de Pierre Le Lay 10,13 %.
Depuis février 2003, la justice a été saisie par le maire. Une enquête a été ouverte sur des détournements de fonds et des faux en écriture publiques présumés.

#### Élections de janvier 2011
À la suite de la démission en bloc de vingt élus municipaux, Patrick Luxembourger a été réélu avec 54,96 % des voix au premier tour (23 conseillers). Parmi les autres candidats, la liste PS/Verts menée par Alfred Mescolini obtint 19,22 % (3 sièges) ; Edith Talarczyk (ancienne 1re adjointe) 18,42 % (2 sièges). L'ancien maire PC Pierre Le Lay a obtenu 7,4 % des voix (1 siège).
La participation fut de 43 %.

### Budget et fiscalité 2023
En 2023, le budget de la commune était constitué ainsi :
- total des produits de fonctionnement : 91 440 000 €, soit 1 232 € par habitant ;
- total des charges de fonctionnement : 7 645 000 €, soit 1 030 € par habitant ;
- total des ressources d'investissement : 4 760 000 €, soit 641 € par habitant ;
- total des emplois d'investissement : 6 260 000 €, soit 844 € par habitant ;
- endettement : 1 457 000 €, soit 196 € par habitant.

Avec les taux de fiscalité suivants :
- taxe d'habitation : 20,36 % ;
- taxe foncière sur les propriétés bâties : 38,97 % ;
- taxe foncière sur les propriétés non bâties : 96,03 % ;
- taxe additionnelle à la taxe foncière sur les propriétés non bâties : 0,00 % ;
- cotisation foncière des entreprises : 0,00 %.

Chiffres clés Revenus et pauvreté des ménages en 2021 : médiane en 2021 du revenu disponible, par unité de consommation : 23 960 €.

## Population et société

### Démographie

#### Évolution démographique
L'évolution du nombre d'habitants est connue à travers les recensements de la population effectués dans la commune depuis 1793. Pour les communes de moins de 10 000 habitants, une enquête de recensement portant sur toute la population est réalisée tous les cinq ans, les populations de référence des années intermédiaires étant quant à elles estimées par interpolation ou extrapolation. Pour la commune, le premier recensement exhaustif entrant dans le cadre du nouveau dispositif a été réalisé en 2008.

En 2022, la commune comptait 7 609 habitants, en évolution de +9,81 % par rapport à 2016 (Moselle : +0,52 %, France hors Mayotte : +2,11 %).
| 1793 | 1800 | 1806 | 1895 | 1900 | 1905  | 1910  | 1921  | 1926  |
| ---- | ---- | ---- | ---- | ---- | ----- | ----- | ----- | ----- |
| 280  | 236  | 297  | 499  | 723  | 1 051 | 1 100 | 1 084 | 1 390 |

| 1931  | 1936  | 1946  | 1954  | 1962  | 1968  | 1975  | 1982  | 1990  |
| ----- | ----- | ----- | ----- | ----- | ----- | ----- | ----- | ----- |
| 1 573 | 2 795 | 3 185 | 3 981 | 5 429 | 5 771 | 5 747 | 5 224 | 6 281 |

| 1999  | 2006  | 2008  | 2013  | 2018  | 2022  | - | - | - |
| ----- | ----- | ----- | ----- | ----- | ----- | - | - | - |
| 6 469 | 6 480 | 6 477 | 6 619 | 7 120 | 7 609 | - | - | - |

En 1817, Terville possédait 468 habitants répartis dans 49 maisons.

### Enseignement
- École primaire Le Moulin, ce nom est donné car un moulin se situait à proximité sur un chemin piéton reliant Terville à Thionville. Par ailleurs, cette école abrita un temps sous ses préaux, des garages où les troupes américaines déposèrent certains de leurs véhicules à la fin de la Seconde Guerre mondiale,
- École primaire Marcel-Pagnol, victime d'un incendie criminel en 2010, puis reconstruite,
- École maternelle Pomme-d'Api, accolée à l'école Le Moulin,
- École maternelle Le Scarabée et La Farandole accolée à l'école Marcel-Pagnol.

### Services publics
- Caserne des pompiers, à l'arrière du bâtiment de la mairie et à proximité du poste de police municipale ;
- Salle de  sports municipale « Le 111 » ;
- Salle de concerts « Le 112 » ;
- Pour mémoire, l'agence postale a été fermée. Ses services ont été transférés pour partie à un bureau de la mairie et pour une autre partie à un magasin tabac-journaux de la localité ;

### Sports et loisirs
- Association Tervilloise du Nouvel Âge (ATNA), structure mise en place d'activités destinées aux Anciens ;
- Gueules Jaunes de Terville[36] ;
- Terville Florange Olympique Club (volley-ball) ;
- Club de marche de Terville ;
- AS Terville tennis de table ;
- Sporting Club Terville ;
- Parcours de santé (dans le Bois de Terville entre la route de Veymerange et celle de Marspich) ;

## Économie

### Entreprises et commerces

#### Agriculture
- Sylviculture et autres activités forestières.

#### Tourisme
- Hébergements et restauration à Thionville, Yutz, Hayange, Knutange, Clouange, Hagondange, Amnéville.

#### Commerces
- Commerces et services de proximité[37].

## Culture locale et patrimoine

### Linguistique
Terville a longtemps été une localité de langue francique. Cette ville est située dans une zone du francique luxembourgeois où il y a une tendance très nette à la monophtongaison, c'est-à-dire une réduction des diphtongues en une voyelle longue et parfois même en une voyelle brève.
En 1887, c'est surtout les habitants âgés qui sont germanophones. Malgré cela, les habitants des localités francophones environnantes considèrent que Terville est une commune germanophone.
En décembre 1910, selon une carte allemande, les Tervillois qui ont le français pour langue maternelle ne dépassent pas les 20 %.

### Lieux et monuments

#### Édifices civils
- Passage d’une voie romaine[41] ;
- Sépultures mérovingiennes[42] ;
- Château féodal, détruit en 1386[22] ;
- Porte de 1717, rue Basse ;
- Patrimoine rural recensé par le service régional de l'Inventaire général du patrimoine culturel[43].
- Monument aux morts honorant les victimes des guerres dans le cimetière communal[44].

#### Espaces naturels et sites bioarchéologiques
- Central Parc, d'une superficie de trois hectares autour de l’Hôtel de Ville[45].:
- Sites bioarchéologiques[46] :

Haute (rue),
Terville.

#### Édifices religieux
- Église paroissiale Saint-Sébastien, située route de Verdun : construite de 1935 à 1937 à l’initiative du curé Houdlinger, d'après des plans de l’architecte Alfred Nasousky[49],[50],[51],[52].

Le mobilier de l'église paroissiale Saint-Sébastien :
* Chaire à prêcher.
* Statue (petite nature) : saint Sébastien.

Chapelle Saint-Sébastien.

* Calice.
* Ciboire.
* Ostensoir.
* Cloche.
- Chapelle Saint-Sébastien[60], située rue Haute : construite en 1472 (date portée par la clef de voûte du chœur). C'était une annexe de la paroisse de Volkrange[19], qui a été élevée au rang d'église paroissiale au début du XVIIIe siècle. Cette chapelle a été démolie en 1858, reconstruite en 1862, désaffectée en 1937 après la construction de la nouvelle église paroissiale route de Verdun. Cet édifice fut alors désigné comme « la vieille église » par les Tervillois, les habitants de l'endroit, puis utilisé comme salle polyvalente avant que d'être réaménagé en médiathèque, inaugurée en 2011.
- Six calvaires dont celui sculpté de Beuren.
- Calvaire, situé 2 rue Haute, érigé en 1692 (date portée à la base du croisillon) ; renversée en 1870, restaurée en 1880 (date portée à la base du fût)[61].
- Calvaire, situé route de Veymerange, érigé durant la première moitié du XIXe siècle ; probablement restauré en 1876 (date portée sur le socle), très endommagé, il manque la statue de saint Jean et la moitié supérieure du croisillon[62].
- Croix monumentale Bildstock[63].

### Personnalités liées à la commune
- Gilbert Fioriti, joueur de football français y est né en 1936.

### Héraldique
| Blason de Terville | Blason  | De gueules à un chevron d'or, accompagné en pointe d'une tour d'argent. |
| Blason de Terville | Détails | Le statut officiel du blason reste à déterminer.                        |